# よこがお
『よこがお』は、2019年7月26日公開の日本・フランス合作映画。監督は深田晃司。2016年に『淵に立つ』に出演した筒井真理子が主演を務める。
無実の加害者へと転落した女性を主人公にしたヒューマンサスペンス。タイトルの「よこがお」とはその半身は見えていても反対側の姿は見えない状態であることを指す。
キャッチコピーは『ある女のささやかな復讐。』。
この映画は、2021年4月、アメリカにて「クライテリオン・チャンネル」で公開された。

## あらすじ
冒頭はリサと名乗る中年女性が、会ったことも無い米田和道を美容師として指名するところから始まる。
リサは白川市子の偽名で、かつては終末期医療の現場で訪問看護師として善良に生きていた。市子は一年ほど前から末期がん患者の大石塔子の看護のために大石家に通っていた。大石家は元画家だった塔子と嫁の大石洋子とその長女の基子と中学生の次女の大石サキの４人家族。基子はニートだったが、介護士になる勉強を教えてくれている市子を慕い憧れ以上の感情を抱く。
喫茶店で、大石基子とサキに勉強を教えていた市子に、市子の妹の子の鈴木辰男が教科書を届ける。彼は北海道に行くと言い、大きな荷物を背負っていた。
ある日、市子は、婚約者である一人息子を抱えた戸塚健二と共に大石家を訪ねた時に、大石サキが失踪したのを知る。
一週間後にサキは無事に保護されるが、テレビで放送されたニュースから犯人は何と市川の甥の鈴木辰男であるのを知る。このニュースを一緒に見ていた基子も同じように衝撃を受けるが、黙っている。
この時間軸とは別に、冒頭の美容院でリサが米田と知り合った後に、道でばったり出会い、リサが米田のアパートに通う基子を部屋から盗み見しているのが描かれる。リサは、米田と美術館でデートをした時に、米田から大石塔子が先月、亡くなった事を知る。
一方、市子は基子と相談して、暫く黙っていることとするが、サキが学校でいじめられていることに同情する。しかし婚約者に嫉妬する基子は、マスコミに市子の電話番号をリークし、加害者の家族であることが週刊誌に載る。市子は、大石家の訪問介護を辞め、市子の家にはマスコミが押しかける。更に市子が結婚することに嫉妬した基子は、市子にとって不利な証言をテレビで行う。
加害者の一味のように言われた市子は、訪問看護ステーションを退職せざるを得なくなる。住む場所をマスコミのせいで退去せざるを得なくなった市子のもとに、基子が訪ねてきて、テレビへの取材を謝るが市子は許す気にはなれない。市子は、悪戯された自車で戸塚を訪ね、息子に別れを言う。被害者支援団体も助けてはくれない。そんな絶望している時に、米田和道と偶然、出会うのであった。「リサ」という名前で、基子の婚約者である米田和道に接近、寝取ってその画像を基子に送りつける。基子への復讐であった。しかしボランティアで参加している公園で、基子の幻影に苛まされ、その後も水死する幻想を見たりする。
やがて鈴木辰男が出所してきて、辰男の母が亡くなった為に、市子が引き取って、2人暮らしをすることになる。2人でサキの家に謝りに行くのだが、もう大石家はそこには住んでいなかった。その帰りに、偶然、看護師として働く基子を発見する。

## キャスト
- 白川市子 / 内田リサ：筒井真理子
- 大石基子：市川実日子
- 米田和道：池松壮亮
- 鈴木辰男：須藤蓮
- 大石サキ：小川未祐
- 戸塚健二：吹越満
- 大石塔子：大方斐紗子
- 大石洋子：川隅奈保子

## スタッフ
- 脚本・監督：深田晃司
- エグゼクティブプロデューサー：井上伸一郎
- 製作：堀内大示、三宅容介
- 企画・原案・プロデューサー：Kaz
- プロデューサー：二宮直彦、二木大介、椋樹弘尚
- フレンチプロデューサー：澤田正道
- 音楽：小野川浩幸
- 撮影：根岸憲一（J.S.C.）
- 照明：尾下栄治
- 美術：原田恭明
- 装飾：寺尾淳
- 録音：木原広滋
- 衣装：馬場恭子
- ヘアメイク：豊川京子
- 助監督：久保朝洋
- 制作担当：斉藤大和
- 助成：文化庁文化芸術振興費補助金（映画創造活動支援事業） 独立行政法人日本芸術文化振興会
- 配給：KADOKAWA
- 制作プロダクション：角川大映スタジオ、Coproduction and Line Production in France: COMME DES CINÉMAS
- 製作：YOKOGAO FILM PARTNERS

## 派生作品

### 小説
- よこがお（2019年7月19日、KADOKAWA、著：深田 晃司、ISBN 978-4-04-108570-7）[6]